# جون أدينبروك
جون أدينبروك (بالإنجليزية: John Addenbrooke)‏، من مواليد 4 يناير 1900، وتوفي بتاريخ 2 أكتوبر 1961 وعمره 61 عاماً، كان لاعب كرة قدم إنجليزي محترف، وكان يلعب مركز مهاجم، ولعب مع عدة أندية إنجليزية، ومنها نادي تشيسترفيلد، لم ينضم للمنتخب الإنجليزي طوال حياته.